# Нацано (Павија)
Нацано (итал. Nazzano) је насеље у Италији у округу Павија, региону Ломбардија.
Према процени из 2011. у насељу је живело 21 становника. Насеље се налази на надморској висини од 338 м.